# Torridincolidae
Torridincolidae ist eine Familie der Käfer aus der Unterordnung Myxophaga. Die Tiere ernähren sich von Algen und Blaualgen und leben bevorzugt an durch Gischt feuchten Felsen mit Algenbewuchs.

## Merkmale

### Käfer
Die Käfer haben eine Körperlänge von 1 bis 2,7 Millimeter. Ihr Körper hat eine sehr dunkle oder schwarze Farbe, häufig mit metallischem Schimmer. Der konvexe, auch an den Seiten abgerundete Körper ist verhältnismäßig kurz und breit. Es gibt jedoch auch Arten (die der Unterfamilie Torridincolinae) mit abgeflachten Körpern, die einen deutlichen Winkel zwischen dem Pronotum und den Deckflügel (Eltytren) haben. Die Oberfläche der Tiere ist entweder glatt, oder fein gerunzelt. Manche Arten sind mit aufrechten, feinen Härchen beflaumt. Die Mundwerkzeuge am stark eingezogenen Kopf sind nach vorne gerichtet (prognath). Der distale Teil der Mundwerkzeuge ist fast vollständig zwischen dem Labrum und Mentum verdeckt. Das Labrum liegt frei. Die nierenförmigen Facettenaugen sind groß und treten hervor. Die Fühler sind sehr kurz. Sie sind neunsegmentig, mit Ausnahme der Deleveinae, bei denen sie 11 Segmente haben. Die ersten beiden Fühlerglieder (Scapus und Pedicellus) bilden gemeinsam eine urnenförmige Struktur. Die Segmente der Fühlergeißel sind leicht schräg und vergrößern sich im Durchmesser bis zur Spitze. Das letzte Glied ist keulenförmig verdickt. Das Pronotum ist seitlich abgerundet. Die Deckflügel haben entweder vorne nahezu parallele Seitenränder und deutliche Rillen oder sind seitlich abgerundet und haben eine glatte, beflaumte Oberfläche (Deleveinae). Die Hinterflügel sind gut entwickelt und haben ein langgestrecktes, stark zurückgebildetes Analfeld und einen Saum mit einer spiralförmigen Oberflächenstruktur entlang des gesamten Randes. Nur bei Satonius kurosawai sind die Flügel zurückgebildet. Die Schienen (Tibien) sind lang und schlank, die Tarsen sind viergliedrig, mit Ausnahme der Gattung Delevea, bei der sie fünfgliedrig sind. Die näher am Körper (proximal) liegenden Tarsenglieder sind sehr kurz. Die letzten beiden Tarsenglieder sind stattdessen langgestreckt. Auch die Klauen sind verhältnismäßig lang. Der Hinterleib hat vier oder fünf sichtbare Sternite. Das vierte ist deutlich kürzer als das dritte und ist bei den Gattungen Iapir und Claudiella vollständig verdeckt. Die Ganglien des ersten bis achten Hinterleibssegments befinden sich alle im Thorax und sind dort zu einer einzigen Masse zusammengezogen. Bei manchen Arten, wie etwa bei Iapir britskii unterscheiden sich die Männchen von den Weibchen (Sexualdimorphismus). Die Bestimmung auf Artebene erfolgt bei den meisten Arten anhand der Genitalien der Männchen.

### Larve
Die Larven aller Gattungen, mit Ausnahme von Incoltorrida, sind bekannt. Der Körper der Larven aus der Gattung Delevea hat nahezu parallele Seitenränder und ist fast zylindrisch. Die Larven der Gattung Satonius sind scheibenförmig und stark abgeflacht. Bei manchen Gattungen befinden sich am Seitenrand der Tergite am Thorax lange Haare, die jedoch bei Japir, Claudiella und Torridincola fehlen. Der Kopf ist breiter als lang und trägt an einer auffälligen seitlichen Erhöhung drei oder vier Ocelli. Die Mundwerkzeuge sind nach vorne gerichtet (prognath) oder nahezu nach vorne gerichtet (subprognath). Der Rücken der Larven ist zumindest teilweise mit schuppenartigen Strukturen mit gesägtem Rand versehen. Die Fühler haben ein kurzes Basalglied und ein langgestrecktes distales Segment. Der Bereich mit den Sinneszellen ist stark zurückgebildet und flach, ist jedoch an der Spitze des zweiten Segments noch deutlich erkennbar. Der halbkreisförmige Thorax ist ungefähr gleich lang wie der Hinterleib und stark verbreitert. Die ersten acht Segmente am Hinterleib tragen lange, pseudosegmentierte Tracheenkiemen die entweder seitlich (lateral) oder seitlich vom Rücken (dorsolateral) einlenken. Das neunte Sternit ist bei der Gattung Selevea gut entwickelt, ansonsten zurückgebildet und dreiecksförmig. Das zehnte Segment ist als paarige Analklappe ausgebildet.

### Puppe
Die bisher bekannten Puppen sind frei (pupa libra), haben keine Mandibeln und können anhand eines Paars Tracheenkiemen, das auf jeder Seite der ersten beiden Hinterleibstergite mit einem feinen Plastron-Geflecht überzogen ist, erkannt werden. Die Verpuppung erfolgt innerhalb der letzten Larvenhaut, aus der nur die Tracheen-Kiemen hervorstehen.

## Vorkommen und Lebensweise
Sowohl die Larven, als auch die Imagines leben vollständig aquatisch und ernähren sich von Algen oder Blaualgen. Den Holotyp und 16 Paratypen der ersten südamerikanischen Art der Familie, Iapir britskii, hat man bei der Untersuchung des Mageninhaltes eines Fisches aus der Familie der Echten Salmler (Characidae) gefunden, den man in einem Bach in Rio de Janeiro (Bundesstaat) gefangen hat. Arten der Gattung Delevea leben in temporären Flüssen, die Arten der Gattung Satonius findet man in hygropetrischen Lebensräumen, wie etwa an Algen, die an aussickerndem Wasser wachsen. Im Allgemeinen findet man die Tiere dort, wo Wasser Steine nur wenige Millimeter, bis maximal zwei oder drei Zentimeter tief benetzt, wie etwa in der Gischtzone von Wasserfällen oder an schnell fließenden Gebirgsbächen. Manchmal kann man die Imagines unter Vegetationsbüscheln oder in Detritus finden. In der Regel bevorzugen die Käfer sehr sauberes Wasser, Iapir britskii hat man jedoch auch in einem stark verschmutzen Fluss nahe einer Kleinstadt im Süden Brasiliens gefunden. Bei den meisten Arten der Torridincolidae atmen die Imagines durch Plastrons, die Larven haben langgestreckte, segmentierte Tracheenkiemen. Die Vermehrung der Käfer ist nur wenig erforscht. Man weiß, dass die Paarung im Wasser stattfindet, dass die Weibchen nur etwa drei bis fünf Eier auf einmal ablegen und dass die Entwicklung vom Ei bis zur Imago bei der Art Ytu zeus etwas weniger als vier Wochen dauert. Die Imagines schwimmen nicht, sondern bewegen sich nur sehr langsam umher. In Zentralafrika bestäuben die Käfer vermutlich die Blüten von Podostemaceaen, die an Felsen in Stromschnellen oder an Wasserfällen wachsen.

## Taxonomie und Systematik
Die Gattung Delevea scheint in einem Schwesternverhältnis zu den übrigen Gattungen der Familie zu stehen, die Gattung Satonius steht in einem solchen zur Unterfamilie Torridincolinae. Dies bedeutet, dass die Unterfamilie Deleveinae paraphyletisch ist. Die Gruppe der Familie ohne die Gattung Delevea wird von den übrigen Käferfamilien durch die besonderen Merkmale der Larven unterschieden. Die Monophylie der Unterfamilie Torridincolinae wird durch mehrere Autapomorphien gestützt, wie etwa den breiten dorsomedianen Kiel am Kopf und den deutlichen Winkel zwischen Pronotum und Hinterleib. Die beiden Gattungen Torridincola und Incoltorrida stehen zu den drei brasilianischen Gattungen in einem Schwesterverhältnis.
Es sind bislang etwa 60 Arten in sieben Gattungen und zwei Unterfamilien bekannt:
- Deleveinae
  - Delevea (südliches Afrika)
  - Satonius (Japan, China)
- Torridincolinae
  - Torridincola (südliches- und Zentralafrika)
  - Incoltorrida (Madagaskar)
  - Ytu (Südost-Brasilien)
  - Claudiella (Südost-Brasilien)
  - Iapir (Südost-Brasilien)

## Belege